# Dulce Bressane
Dulce Bressane Neno Rosa (Rio de Janeiro, 31 de março de 1956) é atriz, diretora, escritora e professora de teatro brasileira. Adotou o nome Dulce Conforto de 1975 à 1986.

## Biografia
Filha de Heloísa Maria Bressane Neno Rosa e Humberto Neno Rosa, começa a atuar ainda na infância, no antigo Colégio Sacré-Coeur de Jesus, em Laranjeiras, onde era desprezada pelas freiras: "as freiras faziam peças de teatro no fim do ano e nunca me chamavam. Eu não me intimidava e montava uma peça só minha, que elas me deixavam apresentar depois do teatro oficial."
No dia 06 de dezembro de 1975, aos dezenove anos, após concluir o ensino médio, casa-se com o ilustrador Gerson Conforto e passa a adotar o seu sobrenome, já com o intuito de enveredar uma carreira artística: fato que viria a se concretizar após dar a luz ao primeiro filho Pedro, quando comunica a decisão ao marido e obtém apoio da família.
Ingressa na Faculdade de Arquitetura da UFRJ e ao mesmo tempo passa a trabalhar como modelo agenciada, cuja publicidade abre as portas para o primeiro convite: um teste para a novela Sinal de Alerta, de Dias Gomes com direção de Paulo Ubiratan, obtendo o papel da personagem Mariângela. No ano seguinte integra o elenco de Feijão Maravilha, onde contracena com Cláudio Eugênio Savietto, que havia participado recentemente da série Ciranda Cirandinha e com quem viria a se casar após o término da novela. Na sequência integra o elenco de apoio do humorístico Planeta dos Homens.
Em 1980 é escalada para o elenco de Chega Mais, novela escrita por Carlos Eduardo Novaes, onde interpreta a personagem Patrícia Gomes, do núcleo rico da trama. Para se aprimorar, faz muitos cursos: impostação de voz, dança e expressão corporal.
Nesse período dedica-se ainda mais intensamente ao teatro e dirige muitas peças autorais, sendo grande parte destinada ao público infantil: A Fada Mofada, Galileu: Uma Nova Estrela No Céu, com Denise Dumont, Antônio Pompêo e Ernesto Piccolo, entre outras. Conquista grande repercussão em Viveiro de Pássaros, que estreia no Teatro Casa Grande, no início de 1982, contracenando com Isaac Bardavid, Canarinho e grande elenco: peça dirigida por Tanah Corrêa a partir de argumento da atriz Sílvia Salgado.
Em 1983 migra para a Bandeirantes, onde passa a integrar a última fase de Os Imigrantes, novela de Benedito Ruy Barbosa, juntamente com Ricardo Blat e João Carlos Barroso, mas no ano seguinte retorna à Globo e participa do Caso Verdade, no episódio Começando a Vida. Como professora, promove o curso de Teatro Infantil Mamãe Eu Quero, no Planetário do Rio juntamente com Julieta Sampaio, para crianças de 6 a 12 anos.
Em 1985 dirige Gang 85, que estreia no dia 06 de fevereiro no Botanic, onde conta com o apoio de seis atores cantando e dançando em esquetes com pitadas de erotismo. Na sequência dirige o espetáculo As Múltiplas Faces de Hélice, estrelado por Bia Montez.
Em 1986 atua como professora do "Qualificação Profissional", na extinta TVE, época em que resolve adotar definitivamente o sobrenome de batismo e passa a se chamar artisticamente "Dulce Bressane", em razão da popularidade obtida nos palcos de São Paulo, durante a excursão de A Tocha na América, de Gugu Olimecha, musicada por Aldir Blanc e Maurício Tapajós, com direção de Luiz Mendonça e coreografia de Tereza d'Aquino.
Em 1989 elabora a sinopse de Quem Tirou Vovó do Armário para os autores Marcílio Moraes e Euclydes Marinho, que entregam à alta cúpula da Globo com o nome Os Sete Pecados Capitais, para estrear como novela substituindo Top Model no horário das 19h00. Em meio a uma série de escolhas, a emissora aprova o projeto, que passa a se chamar Mico Preto com colaboração de Dulce Bressane.
Alia-se à Kátia D'ângelo para a produção de um musical, ideia que vinha desde 1986 e cuja parceria resulta na peça Procura-se um Amigo, que estreia no proscênio do palco do Canecão, em 1991, protagonizada por Natália Lage e Thiago D'Ângelo e que, em 1994, é publicada em livro.
Em 2007 retorna à TV integrando o elenco da novela: Vidas Opostas, na Rede Record, vivendo a personagem Ruth, depois de um longo tempo afastada para se dedicar aos palcos e ao ensino teatral.
Entre os prêmios que recebeu destacam-se o do Festival de Cinema de Guarnicê e Recife, com o curta-metragem Tempo das Uvas em 1998; o Prêmio Satesp, com La Fontaine, em Fábulas; o Prêmio Roteiro, pela Secretaria Municipal de Cultura, com o espetáculo de dança Omoayiê, do XV Confaeb- Trajetória e Políticas do Ensino de Arte no Brasil, e o o prêmio de intercâmbio Cultural Brasil- França, patrocinado pelo Rotary Clube do Brasil, além do prêmio de debate do 1º Encontro de Profissionais da Cultura e do Teatro voltados para a Infância e a juventude.
Posteriormente formou-se em Licenciatura Plena em Artes cénicas pela UNIRIO e Casa de Criação da TV Globo. Nos anos 2000 havia trabalhado como atriz em quase todas as emissoras de televisão, no cinema e no teatro, onde se firmou. Escreveu roteiros para cinema, colaborou em novelas, optou por ensinar novos talentos que queriam seguir carreira teatral e montou espetáculos, como escritora, produtora e diretora, o que a oportunizou desenvolver projetos educacionais junto com o Patrimônio Histórico da Marinha do Brasil.

## Trabalhos

### Televisão
| Ano  | Título                          | Personagem      | Emissora     | Notas                         |
| ---- | ------------------------------- | --------------- | ------------ | ----------------------------- |
| 1978 | Sinal de Alerta                 | Mariângela      | Rede Globo   |                               |
| 1979 | Feijão Maravilha                | Denise          | Rede Globo   |                               |
| 1980 | Planeta dos Homens              | Esposa          | Rede Globo   | com Nuno Leal Maia            |
| 1980 | Chega Mais                      | Patrícia Gomes  | Rede Globo   |                               |
| 1982 | Os Imigrantes: Terceira Geração | Adélia          | Bandeirantes |                               |
| 1984 | A Máfia no Brasil               | Cordélia França | Rede Globo   |                               |
| 1984 | Caso Verdade                    | Suzete          | Rede Globo   | Episódio: Começando a Vida    |
| 1984 | Humor Livre                     | Repórter        | Rede Globo   |                               |
| 1985 | Tudo ou Nada                    | Soraya          | Manchete     |                               |
| 1986 | Qualificação Profissional       | Professora      | TVE Brasil   | Quadro: TVE na Escola         |
| 1986 | Sítio do Picapau Amarelo        | Tonica          | Rede Globo   | Episódio: A Trilha das Araras |
| 1992 | Despedida de solteiro           | Nena            | Rede Globo   |                               |
| 1995 | História de Amor                | Carla           | Rede Globo   |                               |
| 1997 | A Justiceira                    | Lilian Pacheco  | Rede Globo   |                               |
| 2006 | Vidas Opostas                   | Ruth            | Rede Record  |                               |

### Cinema
| Ano  | Título                            | Personagem | Direção            | Nota                    |
| ---- | --------------------------------- | ---------- | ------------------ | ----------------------- |
| 1990 | Beijo 2348/72                     | Darlene    | Walter Rogério     |                         |
| 1990 | Aquele Breve Encanto              | Catarina   | Tânia Savietto     | Curta-metragem          |
| 1992 | As Andorinhas do Coração de Maria | Maria      | Francisco de Paula |                         |
| 1998 | Tempo das Uvas                    | Colombina  | Juarez Precioso    | Roteiro: Dulce Bressane |

### Teatro
| Ano  | Título                                     |
| ---- | ------------------------------------------ |
| 1969 | O Balcão                                   |
| 1970 | Doçuras e Gostosuras                       |
| 1975 | Iluminação                                 |
| 1976 | Luz, Câmera e Azaração!                    |
| 1977 | O Diário de Anne Frank                     |
| 1978 | Pó de Guaraná                              |
| 1979 | Intimidade                                 |
| 1980 | Viveiro de Pássaros                        |
| 1981 | Blue Jeans                                 |
| 1982 | Viveiro de Pássaros (2ª Temporada)         |
| 1983 | Antigo Egito                               |
| 1983 | A Tocha na América                         |
| 1984 | A Fada Mofada                              |
| 1985 | Foi Bom, Meu Bem?                          |
| 1990 | Doçuras e Gostosuras: Mais uma Vez         |
| 1992 | O Homem, o Cavalo e Adoráveis Criaturas    |
| 1995 | Xii... Deu Zebra                           |
| 1996 | Carimbada                                  |
| 1997 | Pão com Ovo                                |
| 2000 | Bonitinha, Mas Ordinária                   |
| 2001 | Contos Urbanos                             |
| 2005 | Charles Baudelaire – Minha Terrível Paixão |
| 2006 | Maria Helena                               |
| 2006 | Fábula dos Homens                          |
| 2007 | Uma Nova Estrela No Céu                    |
| 2007 | A Lenda de Apoena                          |
| 2008 | Morrer ou Não?                             |
| 2009 | Outros Nomes                               |
| 2010 | A Lição                                    |
| 2011 | Peça Interativa                            |